# Leslie Gordon Bell
Pour l’article homonyme, voir Bell.
Leslie Gordon Bell (4 décembre 1889-8 septembre 1963) est un avocat et homme politique fédéral du Québec.

## Biographie
Né à Rapid City au Manitoba, il devient député du Parti conservateur dans la circonscription fédérale de Saint-Antoine en 1925. Réélu en 1926 et en 1930, il ne se représenta pas en 1935.